# Урочище «Тарниці»
Уро́чище «Та́рниці» — ботанічна пам'ятка природи загальнодержавного значення в Україні. Розташована в Надвірнянському районі Івано-Франківської області, на південний схід від села Микуличин, в басейні річки Прутець Чемигівський (права притока Пруту).
Площа 60 га. Статус надано 1975 року. Перебуває у віданні ДП «Делятинський держлісгосп» (Микуличинське л-во, кв. 20, вид. 1-3, 6, 12, 14, 18, 19, 20).
Охороняється природний масив реліктової для Карпат сосни звичайної. Основу приземного ярусу утворюють чорниця та зелені мохи.

Вік сосни 130 —150 років. Грунти гірськопідзолисті супіщані середньої поверхневої глибисті. Глиби висотою 4 — 6 метрів в окремих місцях утворюють печери-схованки для диких звірів. Тип лісу визначений як свіжий смереково-сосновий субір. Разом із сосною, яка відзначається високою вітростійкістю, росте смерека, береза, в підліску: ялівець, верба, крушина. Згадана ділянка віднесена центральною лабораторією охорони природи Міністерством України до визначних ландшафтів України.

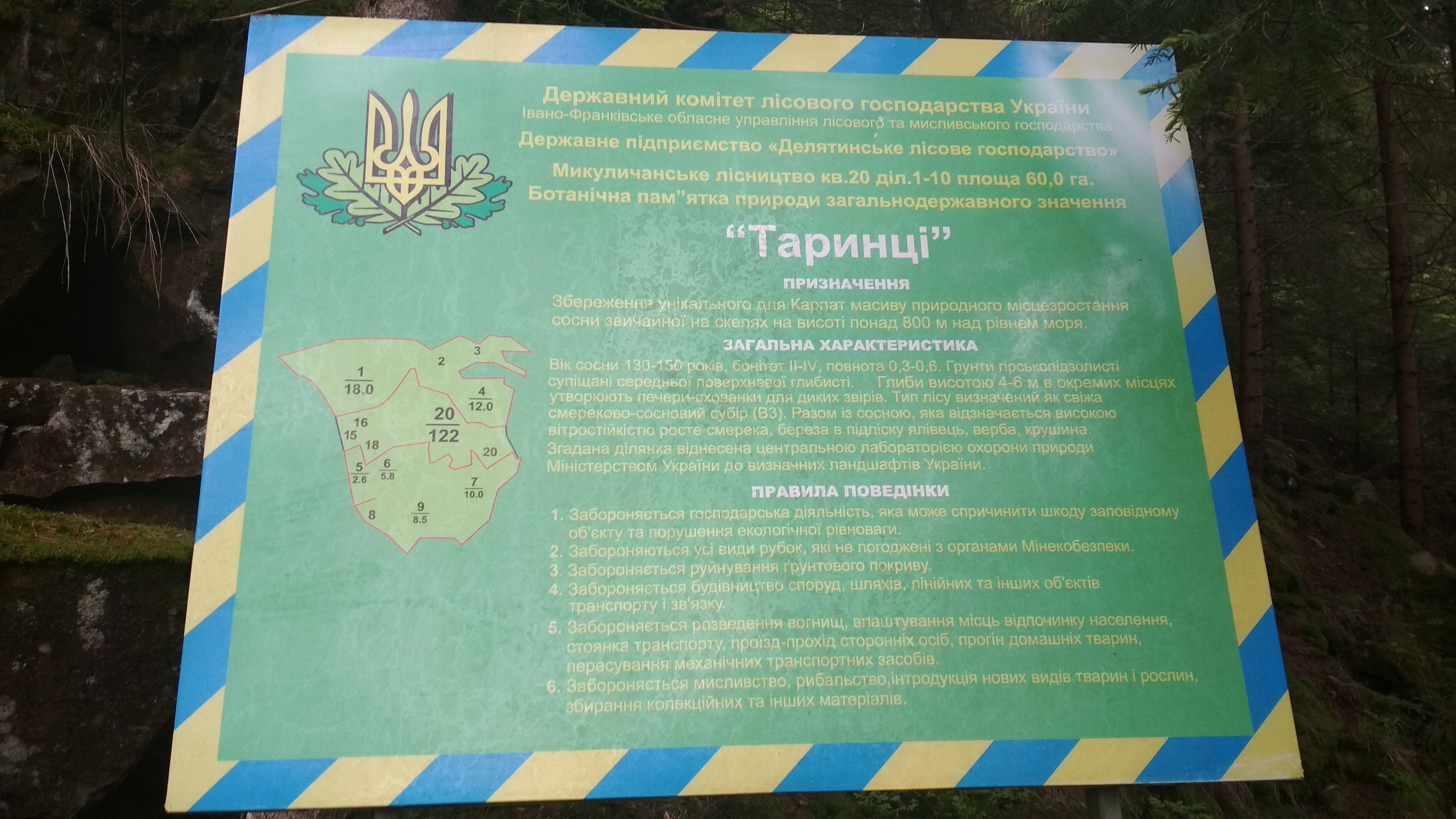

На території Урочища «Тарниці» розташована ботанічна пам'ятка природи місцевого значення «Тарниці».